# Wiesław Radomski
Wiesław Radomski (ur. 20 sierpnia 1949 w Częstochowie, zm. 14 listopada 2016) – polski siatkarz, trener i działacz siatkarski. Mistrz i reprezentant Polski.

## Kariera sportowa
Jego pierwszym klubem był Start Częstochowa (1964), po maturze został zawodnikiem Anilany Łódź, a od 1970 grał w Resovii. Z rzeszowskim klubem zdobył mistrzostwo Polski w 1971, 1972, 1974, 1975 oraz wicemistrzostwo Polski w 1973. Po zakończeniu kariery zawodniczej pracował w Resovii jako trener sekcji młodzieżowych i juniorskich oraz II trener sekcji seniorskiej przy Janie Suchu, następnie, aż do 2012 był działaczem klubu.
W 1969 wystąpił w 19 spotkaniach reprezentacji Polski seniorów, m.in. w turnieju Pucharu Świata oraz mistrzostwach Europy juniorów (7. miejsce).
W latach 1990–1994 kierował wydziałem szkolenia Rzeszowskiego Okręgowego Związku Piłki Siatkowej. W 1998 został prezesem Podkarpackiego Wojewódzkiego Związku Piłki Siatkowej. Był także członkiem zarządu Polskiego Związku Piłki Siatkowej (był m.in. od 2008 wiceprezesem ds. szkolenia) i wiceprzewodniczącym Wydziału Siatkówki Plażowej PZPS. W 2013 został Honorowym Obywatelem Łęczycy.
2 czerwca 2016 został odznaczony za wybitne zasługi w działalności na  rzecz propagowania i rozwoju polskiej piki siatkowej Krzyżem Kawalerskim Orderu Odrodzenia Polski, którego niestety nie zdążył odebrać..
Zmarł 14 listopada 2016 (według innego źródła – 13 listopada 2016).